# Resolução 99 do Conselho de Segurança das Nações Unidas
Resolução 99 do Conselho de Segurança das Nações Unidas, foi aprovada em 12 de agosto de 1953, observando que o juiz Sergei Golunsky tinha apresentado a sua demissão, devido à sua saúde precária e a vaga estaria livre no Tribunal Internacional de Justiça, o Conselho decidiu que uma eleição iria preencher a vaga durante a oitava sessão da Assembleia Geral.
O presidente do Conselho anunciou que, na ausência de qualquer objeção, a resolução iria ser aprovada.